# Bartążek
Bartążek (deutsch Klein Bertung) ist ein Ort in der polnischen Woiwodschaft Ermland-Masuren. Er gehört zur Gmina Stawiguda (Landgemeinde Stabigotten) im Powiat Olsztyński (Kreis Allenstein).

## Geographische Lage
Bartążek liegt am Südufer des Klein Bertunger Sees (polnisch Jezioro Bartąg) im Westen der Woiwodschaft Ermland-Masuren, acht Kilometer südlich der Kreis- und Woiwodschaftshauptstadt Olsztyn (deutsch Allenstein).

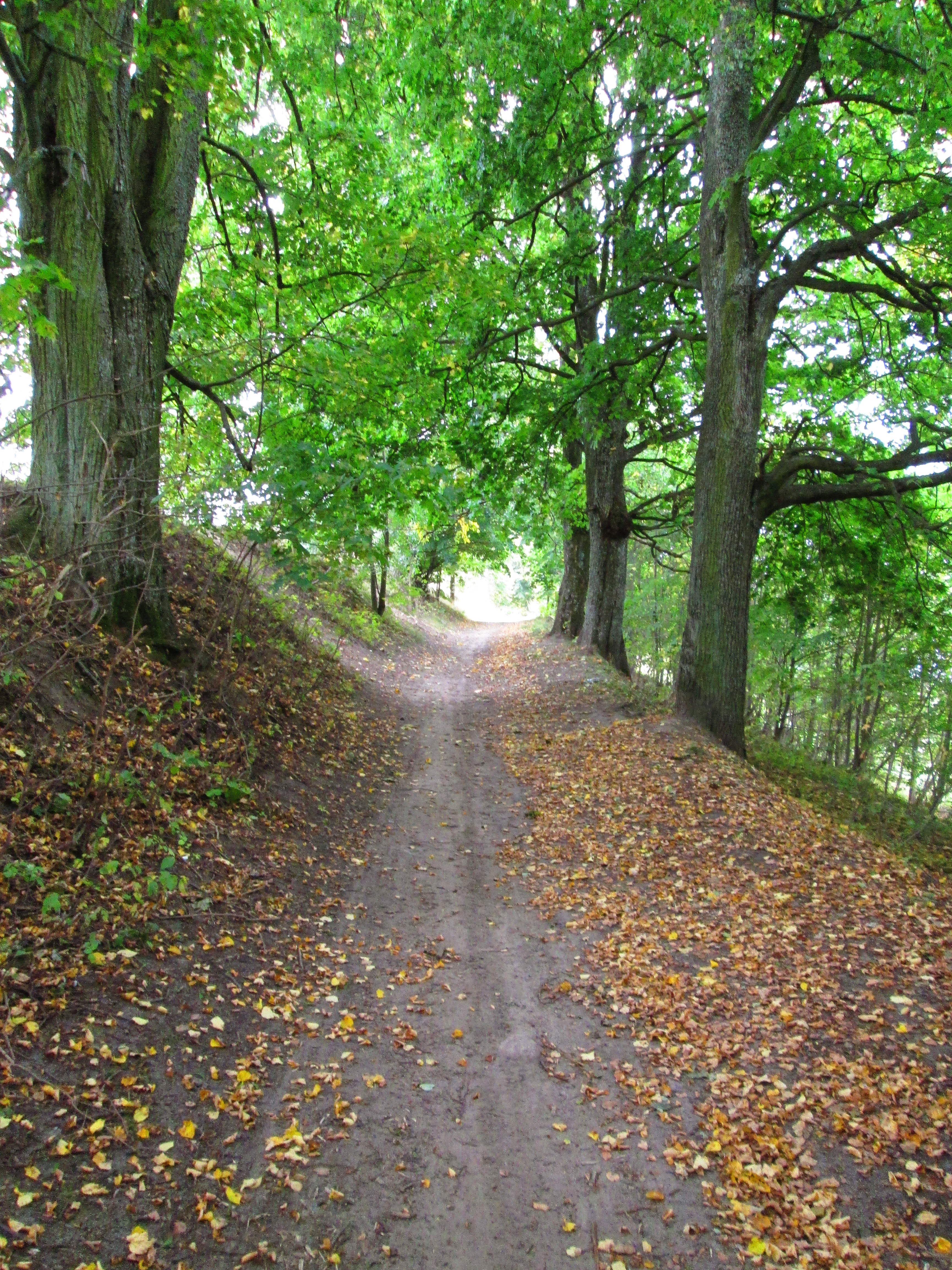
Waldpfad am Jezioro Bartąg bei Bartążek

|  |

## Geschichte

### Ortsgeschichte
Das Gründungsjahr des vor 1785 auch Preußisch Bartung genannten Domänendorfes ist das Jahr 1335. Im Jahre 1814 wurde das dann gegründete Vorwerk Neu Bertung (polnisch Owczarnia) ein Wohnplatz des Gutsbezirks Klein Bertung. Dieser nun wurde am 7. Mai 1875 Amtsort und damit namensgebend für einen Amtsbezirk im  Kreis Allenstein im Regierungsbezirk Königsberg (ab 1905: Regierungsbezirk Allenstein) in der preußischen Provinz Ostpreußen. Im Jahre 1910 zählte Klein Bertung 219 Einwohner. Pächter der Domäne Klein Bertung war von 1862 bis 1901 Johannes Erdmann, der Sohn des Theodor Erdmann, dem letzten Regierungspräsidenten des Großherzogtums Oldenburg.

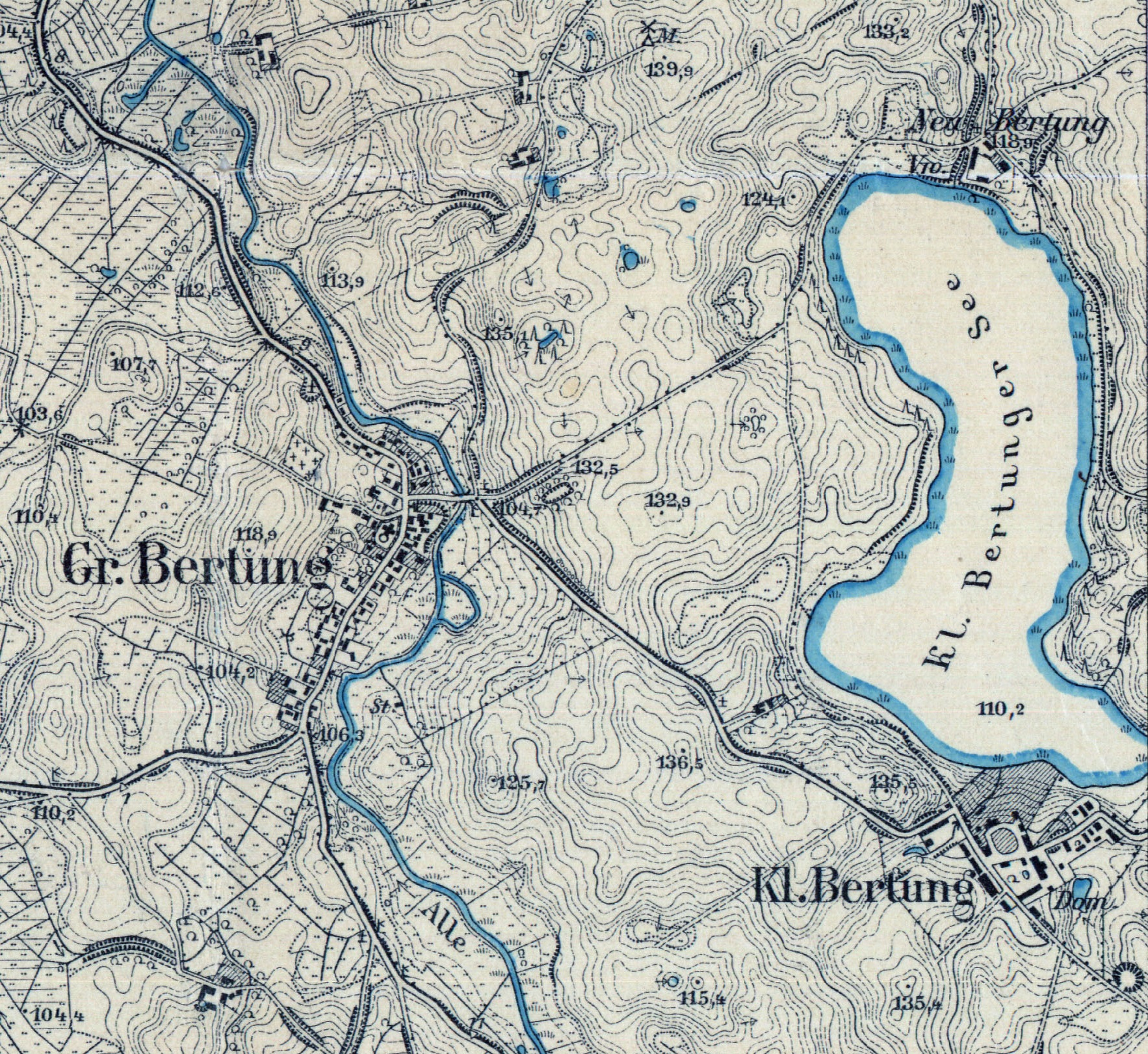
Die Lage von Groß~, Klein~ und Neu Bertung am Klein Bertunger See (Karte von 1914)

Am 30. September 1928 wurde der Gutsbezirk Klein Bertung mit dem Vorwerk Neu Bertung (polnisch Owczarnia) in die Landgemeinde Groß Bertung (polnisch Bartąg) eingegliedert. Zum gleichen Zeitpunkt wurde die Landgemeinde Groß Bertung in Bertung umbenannt.
Als 1945 in Kriegsfolge das gesamte südliche Ostpreußen an Polen abgetreten werden musste, war auch Bertung davon betroffen. Es erhielt mit der Ortschaft Groß Bertung die polnische Namensform „Bartąg“. Deer Ort gehört jetzt zur Landgemeinde Stawiguda (Stabigotten) im Powiat Olsztyński (Kreis Allenstein), von 1975 bis 1998 der Woiwodschaft Olsztyn, seither der Woiwodschaft Ermland-Masuren zugehörig.

### Amtsbezirk Klein Bertung (1874–1945)
Zum Amtsbezirk Klein Bertung gehörten die Orte:
| Deutscher Namen | Polnischer Name | Anmerkungen                         |
| --------------- | --------------- | ----------------------------------- |
| Groß Bertung    | Bartąg          | 1928 in „Bertung“ umbenannt         |
| Jomendorf       | Jaroty          |                                     |
| Klein Bertung   | Bartążek        | 1928 nach Groß Bertung eingemeindet |

## Kirche

### Evangelisch
Klein Bertung war bis 1945 in die evangelische Kirche Allenstein in der Kirchenprovinz Ostpreußen der Kirche der Altpreußischen Union eingepfarrt. Die gleiche, nun aber Christus-Erlöser-Kirche genannte Kirche ist auch heute das evangelische  Gotteshaus für Bartążek, ist jetzt aber der Diözese Masuren der Evangelisch-Augsburgischen Kirche in Polen zugeordnet.

### Römisch-katholisch

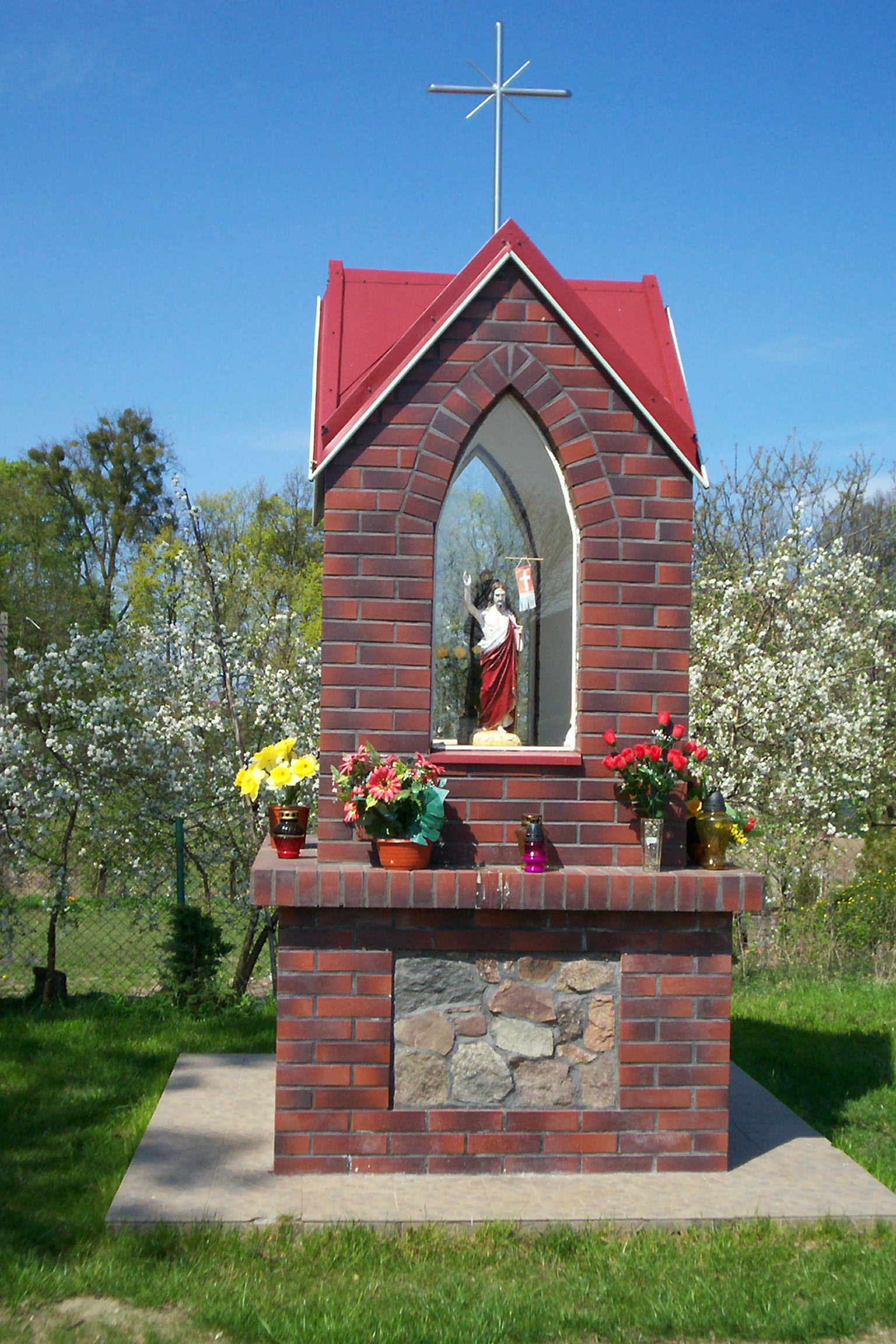
Bildstock in Bartążek

Bis 2007 war Klein Bertung resp. Bartążek in die römisch-katholische Pfarrei Groß Bertung bzw. Bartąg im Bistum Ermland, ab 1992: Erzbistum Ermland eingepfarrt. Am 17. August 2007 errichtete das Erzbistum Ermland in Bartążek eine eigenständige Pfarrei, die mit ihrer Pfarrkirche dem St. Lukas Evangelist (Kirche Św. Łukasza Ewangelisty) gewidmet ist.
Die Pfarrei ist dem Dekanat Olsztyn IV - Jaroty zugehörig.

## Verkehr

### Straße
Bartążek liegt an der Woiwodschaftsstraße 598, die die Stadt Olsztyn (Allenstein) mit dem Dorf Zgniłocha (Gimmendorf) an der Landesstraße 58 verbindet. Von der Landesstraße 53 bei Szczęsne (Schönwalde) verläuft eine Nebenstraße über Bartążek nach Bartąg und zur Woiwodschaftsstraße 527.
Am Südrand von Bartążek verlaufen die Schnellstraße S 16 und die Schnellstraße S 51 auf gemeinsamer Trasse und als Südumfahrung der Stadt Olsztyn. Die nächste Anschlussstelle befindet sich nördlich von Zazdrość (Zazdrosz, 1935 bis 1945 Neidhof) an der Woiwodschaftsstraße 598.

### Schiene
Die nächste Bahnstation ist Bartąg. Sie liegt an der PKP-Linie 216: Działdowo–Olsztyn.